# Drożejowice (gmina)
Drożejowice – dawna gmina wiejska istniejąca do 1954 roku w woj. kieleckim. Siedzibą władz gminy były Drożejowice. 
W okresie międzywojennym gmina Drożejowice należała do powiatu pińczowskiego w woj. kieleckim. Po wojnie gmina zachowała przynależność administracyjną. Według stanu z dnia 1 lipca 1952 roku gmina składała się z 20 gromad: Bronocice, Dębiany, Drożejowice, Dziekanowice, Dzierążnia, Gaik, Grodzonowice, Jakubowice, Januszowice, Jastrzębniki, Kujawki, Kwaszyn, Pierocice, Podgaje, Rosiejów, Sielec, Sudół, Sypów, Szarbia i Wymysłów.
Jednostka została zniesiona 29 września 1954 roku wraz z reformą wprowadzającą gromady w miejsce gmin. Po reaktywowaniu gmin z dniem 1 stycznia 1973 roku gminy Drożejowice nie przywrócono, a jej dawny obszar wszedł głównie w skład nowych gmin Skalbmierz i Działoszyce w powiecie kazimierskim.